# Canthocamptus assimilis
Canthocamptus assimilis är en kräftdjursart som beskrevs av Andreas Kiefer 1931. Canthocamptus assimilis ingår i släktet Canthocamptus och familjen Canthocamptidae. Inga underarter finns listade i Catalogue of Life.